# Atlantyda

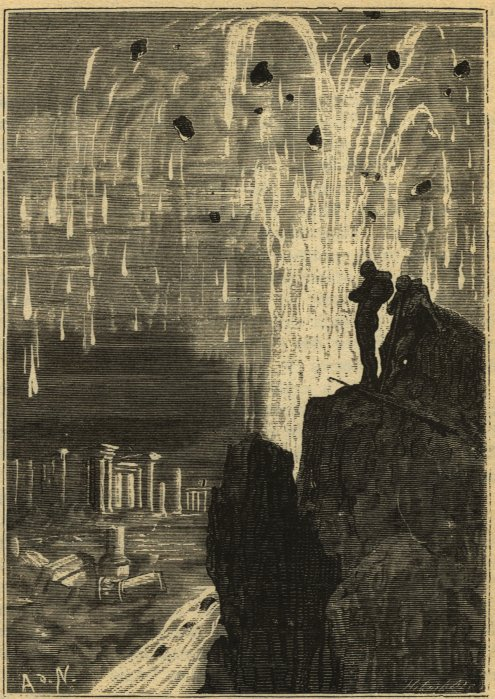
Profesor Aronnaks i kapitan Nemo na Atlantydzie (Dwadzieścia tysięcy mil podmorskiej żeglugi)

Atlantyda, Atlantis (gr. Ἀτλαντὶς νῆσος Atlantìs nēsos) – mityczna kraina, która miała być miejscem istnienia rozwiniętej cywilizacji zniszczonej przez serię trzęsień ziemi i zatopionej przez wody morskie.

## Opis Platona
Atlantydę jako pierwszy z autorów starożytnych opisał Platon. Jako źródło podał ustną tradycję przechowywaną w ateńskim rodzie Solona, który miał usłyszeć tę historię od egipskich kapłanów. W dialogu Timajos czytamy o wspaniałym królestwie położonym na wyspie większej od Libii (Prowincji Afryka) i Azji razem wziętych, która znajdowała się za Słupami Heraklesa (Gibraltarem). Królestwo to władało również, jak pisał Platon, okolicznymi krainami i dążyło do dalszych podbojów, ale zostało powstrzymane przez walecznych przodków Ateńczyków. Nadszedł jednak jego niespodziewany kres: przyszły straszne trzęsienia ziemi i potopy, a wyspa Atlantyda zanurzyła się pod powierzchnię morza i zniknęła. Miało się to zdarzyć w IX tysiącleciu p.n.e.
W innym dialogu (Krytias) Platon opisuje ukształtowanie terenu, architekturę, ustrój polityczny i bogactwa Atlantydy. Miała to być ziemia obfitująca w drewno, metale szlachetne i diamenty, które występowały tak powszechnie jak drzewa owocowe, warzywa i zioła. Wysokie góry chroniły mieszkańców przed mroźnymi północnymi wiatrami. Na łąkach, wśród strumieni i jezior pasły się ogromne stada oswojonych i dzikich zwierząt. Wyspa była podzielona na dziesięć prowincji. Każdą z nich rządził w harmonii i pokoju król.
Podczas podziału świata między bogów Atlantyda przypadła Posejdonowi. Pragnąc uczynić Atlantydę bezpieczną, otoczył ją koncentrycznymi wałami obronnymi i fosami. Atlantydzi (potomkowie Posejdona i kobiety o imieniu Klejto) w oparciu o te fortyfikacje zbudowali wspaniałe miasto. Na wzgórzu postawili królewski pałac ze świątynią Posejdona w środku. Była ona otoczona złotymi murami i wyłożona srebrem. W jej wnętrzu znajdował się złoty posąg boga powożącego rydwanem ciągniętym przez sześć skrzydlatych koni.
W mieście znajdowały się liczne świątynie, tereny wypoczynkowe oraz tor wyścigów konnych. Zimne i gorące źródła zasilały zbiorniki wody pitnej i łaźnie. W porcie stały rzędy doskonale wyposażonych, gotowych do rejsu trirem.
Arystoteles, uczeń Platona, krytycznie podchodził do tych informacji. Podobne stanowisko zajmował grecki geograf Strabon oraz rzymski przyrodnik Pliniusz, ale inni starożytni filozofowie, geografowie i historycy pod wpływem szczegółowości opisu i autorytetu Platona uznawali zazwyczaj historię o Atlantydzie za prawdziwą.

### Mityczni władcy
Jako pierwszego władcę wymienia Platon króla Atlasa, jego bliźniak Gadeiros (gr. Eumelos) miał otrzymać we władanie ziemię od Słupów Heraklesa do Ziemi Gadeiryckiej (Kadyks?). Kolejni władcy-bliźniacy to Auferes, Euajmon, Mneseas, Autochton, Elasippos, Mestor, Azeas i Diaprepes.

## Wieki hipotez i poszukiwań

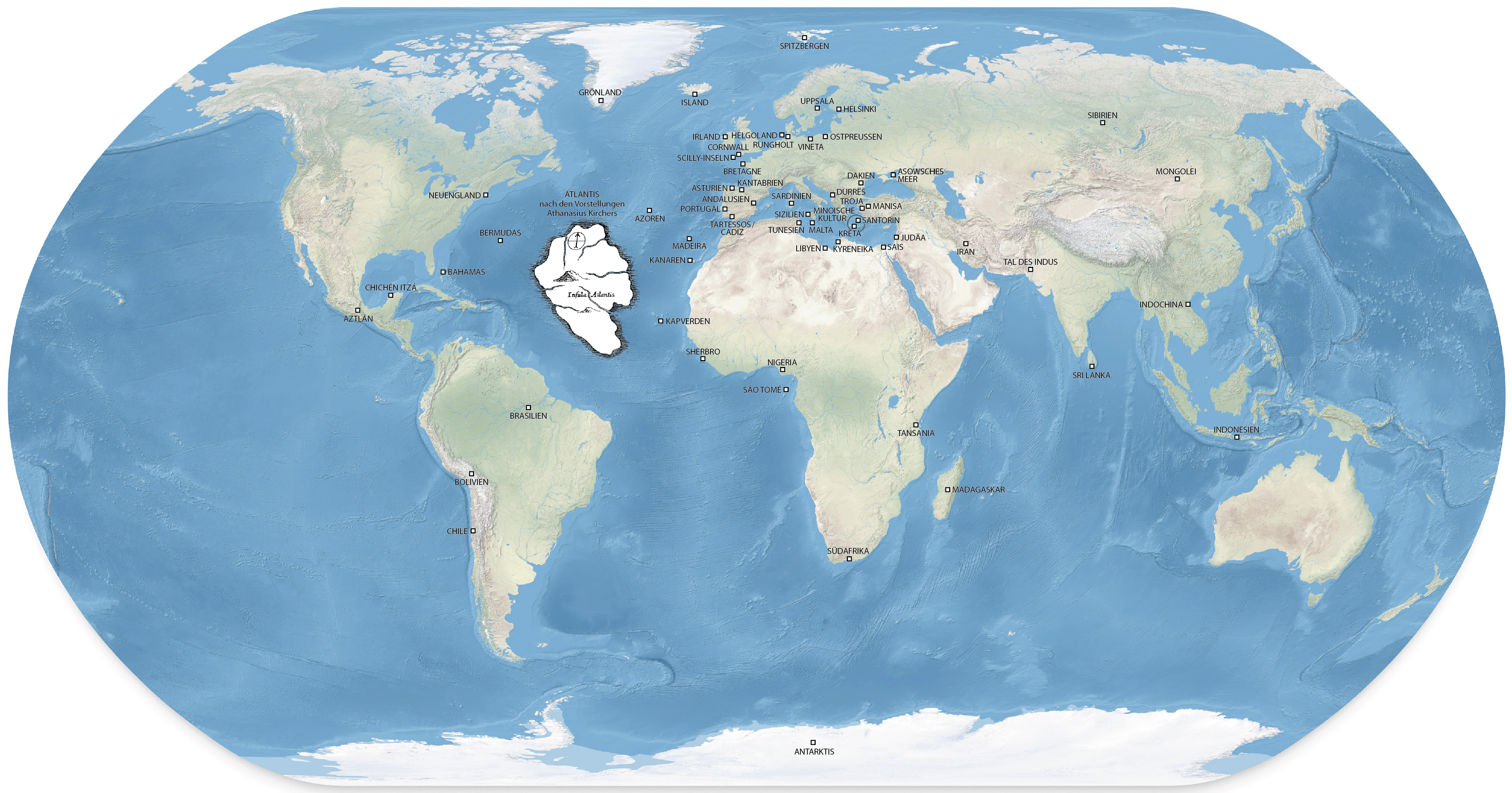
Mapa z hipotetycznym położeniem Atlantydy

Przez wieki, a szczególnie w XIX i XX w. problem Atlantydy frapował szerokie kręgi ludzi. Do 1920 roku ukazało się ponad 1200 artykułów naukowych i utworów literackich na ten temat. Analizom poddawano również sam tekst Platona. Przedstawiciele nauk humanistycznych dość krytycznie podchodzili do opisów starożytnego filozofa, uważając dzieje Atlantydy za utopijną historię wymyśloną przez Platona dla przedstawienia jego poglądów politycznych i społecznych.
Obecnie hipoteza Atlantydy jako zatopionego kontynentu w kręgach naukowych przyjmowana jest sceptycznie. Jednak kwestia jej istnienia i jej ewentualnej lokalizacji w pewnym stopniu przyczyniła się do rozwoju różnych dziedzin: archeologii, etnografii, historii sztuki, geografii, geologii i klimatologii. Przyczyniła się do poszerzenia wiedzy na temat m.in. kształtowania się kontynentów, charakteru dna morskiego, poznania trudno dostępnych obszarów Ziemi oraz starych cywilizacji amerykańskich. Przy identyfikacji potencjalnej lokalizacji Atlantydy zaczęto również brać pod uwagę obszary zalane przez morza wskutek transgresji po stopieniu się lodowców ostatniego zlodowacenia.
W kolejnych wiekach powstawały nowe hipotezy, mityczną wyspę umiejscawiano w różnych punktach na kuli ziemskiej:

### Ameryka
Po 1500 roku zaczęto łączyć nowo odkryty ląd, Amerykę, z platońską Atlantydą. Pogląd ten jako pierwszy wysunął nadworny astrolog angielskiej królowej Elżbiety I, John Dee.

### Santoryn
Później skupiono się ponownie na basenie Morza Śródziemnego, gdzie najczęściej wskazywano na wyspę Santoryn (Thira) na Morzu Egejskim. Potwierdzeniem istnienia Atlantydy na tym obszarze miały być wykopaliska prowadzone na Krecie, które wykazały ślady nieznanej dotąd kultury (minojskiej).

### Ocean Atlantycki
Doszukiwano się śladów zatopionego kontynentu w wyspach na Atlantyku: Maderze, Azorach i Wyspach Kanaryjskich. Na dwóch pierwszych nie istniało jednak przed ich odkryciem przez Europejczyków w XIV w. żadne osadnictwo, mieszkańcy Wysp Kanaryjskich – Guanczowie, odznaczający się kulturą i techniką na poziomie późnego neolitu, zostali jednak wcześniej wybici przez Hiszpanów.
Ponownie zwrócono uwagę na pobliską potencjalną lokalizację zaginionego kontynentu w 2009 roku. Według Berniego Bramforda w lutym wspomnianego roku dzięki Google Earth (nowej usługi Ocean) odkrył on na dnie Atlantyku prostokąt o przekątnej około 200 km. Figura pokreślona jest równymi liniami, które zdaniem „The Sun” mogą być dawnymi granicami metropolii. Bramford sugeruje, że Atlantyda znajdowała się na współrzędnych 31°15'15,53N, 24°15'30,53W, czyli 1147 km od północno-zachodnich wybrzeży Afryki nieopodal Wysp Kanaryjskich. W niedługim czasie firma Google zdementowała, że linie są pozostałościami po mitycznej cywilizacji. Tłumaczyli, że owe kształty są błędem przy robieniu map, wywołanymi pozostałościami po śladach łodzi skanujących w poziomych liniach dno oceanu.
Wcześniej, w marcu 1979, donoszono o odkryciu ruin na płyciźnie w rejonie Ławicy Ampera. Ławica Ampera wraz z ławicami Getysburg (gł. 55 m), Howarda i Josephine tworzy rejon płycizn o nazwie Podkowa pomiędzy Maderą a Przylądkiem Świętego Wincentego.
Do archipelagów poza Cieśniną Gibraltarską odwołuje się też hipoteza, że do powstania przekazu o Atlantydzie przyczyniły się Fenicja lub Kartagina. Żeglarze z jednego z tych państw, którzy pływali za Słupy Heraklesa, dotarli do Wysp Kanaryjskich oraz Azorów.
Wskazywano jeszcze na półkulę południową (wyspy: Wniebowstąpienia i Św. Heleny miały być jej pozostałościami).

### Karaiby
W 1968 sfotografowano z samolotu opodal wyspy Andros na przybrzeżnej płyciźnie zarys domniemanych ruin. Podobnego odkrycia dokonano w okolicach wyspy Bimini, obiektowi wyglądającemu jak droga wyłożona kamiennymi płytami nadano nazwę „Droga Bimini”. Innych odkryć zatopionych zabytków dokonano u wybrzeży Kuby i San Domingo.

### Tiahuanaco
Zwolenników ma także teoria istnienia Atlantydy w Andach, w okolicach jeziora Titicaca. Stosowną teorię ukuł James M. Allen. Stwierdził on, że cała dzisiejsza Ameryka Południowa była podzielona na 10 królestw. Atlantyda miała się znajdować na płaskowyżu na terenie dzisiejszej Boliwii. Uwiarygodnieniem tej teorii miało być odkrycie na głębokości 27 metrów tajemniczych ruin budowli pod powierzchnią jeziora Titicaca. Dotyczy to również ruin miasta Tiahuanaco. Znaleziska odkryte na jego terenie sugerują, iż jego mieszkańcy opanowali zaawansowane technologie, jak obróbkę metali (wytop w temperaturze 1600 °C, co oficjalnie opanowano dopiero w latach 30. XX wieku). Jego ludność obeznana była także ze stawianiem struktur, których elementy były idealnie dopasowane do siebie, niemal z chirurgiczną precyzją. Natomiast wiek Tiahuanaco do dziś nie jest jasno określony. Skrajna teoria szacuje go na 16 tysięcy lat, inna na początek I tysiąclecia naszej ery.

### Kreta
Najbardziej racjonalną wydaje się teoria, że mityczną Atlantydą jest Kreta. Według zwolenników tej teorii zagłada kultury minojskiej przypomina kataklizm opisany przez Platona. Podczas erupcji olbrzymiego wulkanu na Thirze powstała gigantyczna fala tsunami, która zniszczyła portowe miasta Krety, dla której handel morski stanowił podstawę gospodarki. Ponadto olbrzymie ilości pyłu wyrzucone podczas eksplozji w atmosferę doprowadziły do zmian klimatycznych trwających około 10 lat (ślady tych popiołów znaleziono, między innymi, w lodowcach Grenlandii), które sprowadziły nieurodzaj, co osłabiło gospodarkę minojskiej Krety. Osłabienie potężnego sąsiada wykorzystali Mykeńczycy z kontynentalnej Grecji, którzy ostatecznie podbili wyspę (czego śladem mają być opisy wojen Greków z Atlantami).

### Malta
Malta to archipelag znajdujący się pośrodku Morza Śródziemnego, położony jest pomiędzy trzema kontynentami – w okolicach starożytnych cywilizacji Egiptu, Mezopotamii, Starożytnej Grecji i Rzymu. Cywilizacja na Malcie zaczęła się kształtować około 7000 lat temu. To tu znajdują się najstarsze stojące budowle w Europie i na świecie – megalityczne świątynie. Malta jest uważana za możliwą lokalizację Atlantydy zarówno przez niektórych współczesnych badaczy, jak i entuzjastów.
W pracy Malta: Echoes of Plato's Island (pol. „Malta: Echa Platońskiej Wyspy”) z 2000 roku autorstwa Antona Mifsud, Simon Mifsud, Chris Agius Sultana i Charles Savona Ventura skatalogowano wiele stanowisk archeologicznych i starożytnych pozostałości na Malcie, które mogą być związane z Atlantydą.
W pracy Malta fdal Atlantis (ang. Maltese remains of Atlantis, pol. „Maltańskie szczątki Atlantydy”) z 2002 roku, autor Francis Galea pisze o starszych badaniach i hipotezach dotyczących powiązań Malty z Atlantydą, jak również opinie architekta Giorgio Grongnet, który w 1854 roku uważał, że Wyspy Maltańskie są pozostałością Atlantydy.
W pracy Atlantis: The Super-case of Maltese islands (pol. „Atlantyda: Super sprawa wysp maltańskich”) z 2005 roku, autor Al S. Nikas pisze, że analizując Platona w starożytnej Grecji, znajduje zaginione miasto w okolicach wysp maltańskich.
Ġebel ġol-Baħar, która znajduje się pod wodami Malty, została określona potencjalną megalityczną świątynią, która może mieć związek z Atlantydą.

### Antarktyda
Istnieje też pogląd, jakoby Atlantydą była Antarktyda przed jej zlodowaceniem. Jego zwolennicy, wśród których był amerykański geolog Charles Hapgood, powoływali się na mapę osmańskiego kartografa Piri Reisa z 1513 roku. To samo dotyczy też mapy pochodzącej z 1531 roku, sporządzonej przez francuskiego geografa Orontiusa Fineusa. Zawierała ona nie tylko kształt linii brzegowej, ale i powierzchnię samego kontynentu, które obecnie są pod lodem. Obie mapy przedstawiają zarys linii brzegowej lądu Antarktydy, ukrytego pod pokrywą lodową. Wiedza ta nie była znana w owych czasach (stało się to w 1820 roku) i nie była naukowo potwierdzona. Sugeruje się, że sporządzając mapy Fineus i Reis korzystali ze starożytnych źródeł greckich, które z kolei mogły być zaczerpnięte od potomków mieszkańców zaginionego lądu. Sam Hapgood doszedł do wniosku, że za zniknięciem Atlantydy mogło stać zjawisko dryfowania kontynentów (w 1953 ogłosił on teorię wędrówki kontynentów). Pod wpływem rozrostu czapy lodowej zjawisko to miało szybszy rozmiar. Tropem Hapgooda poszło kanadyjskie małżeństwo historyków – Ran i Rose Flem-Ath. Odrzucili oni dominujące wcześniej teorie istnienia Atlantydy w centrum Oceanu Atlantyckiego bądź na Morzu Śródziemnym. Wysnuli hipotezę, że w czasach ostatniej epoki lodowcowej Antarktyda była wolna od lodowca i panował na niej klimat umożliwiający powstanie zaawansowanej kultury i jej wyżywienie. Zniszczenie przez lodowiec miało nastąpić ok. 10 000 r. p.n.e. Teoria ta nie wyjaśnia ostatecznie dalszych losów Atlantów. Istnieje prawdopodobieństwo, że część z nich zdołała ocaleć i została rozsiana na całym świecie, dając zalążek późniejszym cywilizacjom – tłumaczy to istnienie najstarszych kultur rolniczych z okolic Titicaca, Etiopii i Tajlandii datowanych na 9600 rok p.n.e. Teoria ta ma też wyjaśniać genezę monumentalnych budowli istniejących do dziś, jak egipskie piramidy czy starożytne miasta Majów i Azteków.

### Południowa Hiszpania
W połowie 2004 roku wypatrzono Atlantydę na zdjęciach satelitarnych południowej Hiszpanii. Także tutaj według odkrywcy, niemieckiego naukowca Rainera Kühne z uniwersytetu w Wuppertalu, okolice słonych bagien Marisma de Hinojos niedaleko Kadyksu, pasują do opisów Platona. Lokalizacja ta mianowicie jest równinna i otaczają ją pasma górskie. Z platońskim opisem zbieżne miały być struktury znajdujące się na równinie, takie jak pozostałości mitycznych świątyń, fosy i wały w kształcie okręgów o średnicy 5–6 km. Kühne uważa, że Atlantyda w przeciwieństwie do pierwowzoru nie leżała na oceanie, ale mogło nią być antyczne miasto Tartessos, zniszczone w VI wieku p.n.e. przez Kartagińczyków. Ponadto miała istnieć u schyłku II tysiąclecia p.n.e. i zamieszkiwać ją miały Ludy Morza.

### Przylądek Spartel
Warunek obecności zaginionego lądu poza mitycznymi słupami Heraklesa spełnia też lokalizacja nieopodal przylądku Spartel (północno-zachodnie Maroko). W 2001 francuski badacz, prof. Jacques Collina-Girard z Uniwersytetu Prowansji w Aix-en-Provence za Atlantydę uznał obecnie zatopioną wyspę Spartel, znajdującą się 35 km od Cieśniny Gibraltarskiej. Naukowiec uznał, że przyczyną zagłady były zmiany klimatyczne spowodowane topnieniem lodowców u schyłku zlodowacenia. Ustalił, że 19 000 lat temu poziom oceanów był niższy o 120 metrów (obecnie wyspa Spartel znajduje się na głębokości 60 m). Woda z topniejących lodowców podnosiła poziom oceanu, co po 8000 latach ostatecznie skryło Atlantydę pod powierzchnią wody.
Również na tę samą lokalizacje zaginionego lądu powoływał się francuski geolog dr Marc-Andre Gutscher z Brestu. Według niego wyspa została zatopiona przez tsunami wywołane trzęsieniem ziemi. Powtarzają się one w tym rejonie co 1500-2000 lat. Ich cykliczność pozwoliła określić, że takie trzęsienie miało miejsce około 12000 lat temu.

### Wschodnie Morze Śródziemne
W listopadzie 2004 roku zespół amerykańskich naukowców z Robertem Sarmastem na czele odkrył na dnie morskim między Cyprem a Syrią podwodne struktury stwierdzając, że to pozostałości Atlantydy. Przemawiać za tym ma ich kształt. Używając technologii sonarowej ekipa badaczy natrafiła na płaskie podłoże otoczone długimi na 2 km wzniesieniami oraz pojedynczym podwodnym wzgórzem.

### Tyr
Miastem ze słupami Heraklesa jako elementem architektonicznym był Tyr – wówczas wyspa. Opis Platona dotyczył mocarstwa ze stolicą na wyspie, posiadającej liczne kolonie. W tym kontekście do mitycznego opisu pasuje ówczesna Fenicja, której jednym z głównych miast był właśnie Tyr.

### Sardynia
Włoski dziennikarz Sergio Frau w książce „Słupy Herkulesa” wskazuje, że Atlantydą może być Sardynia. Według niego potężne budowle cywilizacji nuragijskiej oraz jej sztuka przywołują skojarzenia z kulturą Atlantów. Frau twierdzi również, że Słupy Heraklesa w rozumieniu antycznym mogły leżeć nie przy Cieśninie Gibraltarskiej, lecz raczej między Tunezją i Sycylią, natomiast opis Platona dotyczy katastrofy sprzed dziewięciu wieków, a nie tysiącleci. Pomyłka w historycznym umiejscowieniu Atlantydy, bywa przez niektórych badaczy zakładających, że ta kultura istniała naprawdę, przypisywana samemu Platonowi, bądź któremuś z kopistów.

### Sahara
George S. Aleksander i Natalis Rosen na swojej stronie promują hipotezę, że Atlantydą może być geologiczna struktura Kalb ar-Riszat w Mauretanii.

### Inne lokalizacje
Niepewne poszlaki wskazywały również na Morze Północne, np. u wybrzeży położonej na peryferiach Europy Skandynawii (autorem tej XVII-wiecznej koncepcji jest Olof Rudbeck) czy rejon Spitsbergenu, Kaukaz, południowe wybrzeża Japonii i Amazonię.

## Atlantyda w kulturze
Atlantyda znalazła swoje odbicie w literaturze jak i we współczesnej kulturze masowej. Ponadto stała się również pożywką dla różnych pseudonaukowych spekulacji.

### Obecność w literaturze
W swoich utworach zajmowali się nią Robert E. Howard, Arthur Conan Doyle, Pierre Benoit, Aleksy Tołstoj, Margit Sandemo, Andy McDermott i inni. J.R.R. Tolkien wzorując się na Atlantydzie stworzył w swych książkach wyspę Númenor, będącą kopią platońskiej wyspy. W powieści Dwadzieścia tysięcy mil podmorskiej żeglugi, Juliusz Verne umieścił motyw odkrycia przez Kapitana Nemo ruin Atlantydy. Książka Dziecko Gwiazd Atlantyda Michaliny Olszańskiej mówi o fantastycznej historii tejże wyspy. Natomiast Atlantyda, wyspa ognia autorstwa Macieja Kuczyńskiego przedstawia losy pewnego człowieka, dążącego do poznania sekretów mieszkańców Atlantydy. Ayn Rand z kolei, w swoim magnum opus Atlas Zbuntowany, przedstawiła koncepcję Nowej Atlantydy, jako miejsca stworzenia nowej cywilizacji, zbudowanej na przekór (i w izolacji od) zepsutego społeczeństwa. Do mitycznej krainy nawiązała także w swoim wierszu „Atlantyda” noblistka Wisława Szymborska (wiersz został później użyty jako słowa piosenki Grzegorza Turnaua).
Poszukiwaniom zaginionej Atlantydy poświęcił również jeden tom swej trylogii „Projekt” Andreas Wilhelm (ur. 1971) „Projekt: Atlantyda”, Monachium 2007 (wyd. polskie: Raszyn 2009).
Atlantyda pojawia się również jako przenośnia, porównanie dotyczące utraconych przez Polskę Kresów Wschodnich w tytule książki Stanisława Niciei Kresowa Atlantyda. Historia i mitologia miast kresowych.

### Obecność w kinematografii
W 2001 roku na podstawie legend o mieście powstał film animowany z wytwórni Walta Disneya, Atlantyda – Zaginiony ląd, który doczekał się też kontynuacji Atlantyda. Powrót Milo (2003). Inną wizję mitycznej Atlantydy prezentuje serial Gwiezdne wrota: Atlantyda wytwórni Metro-Goldwyn-Mayer. W 2012 roku powstał film Podróż na tajemniczą wyspę, gdzie tytułową wyspą okazała się być Atlantyda. W 2018 roku wizja miasta została przedstawiona w filmie Aquaman z franczyzy DC Extended Universe.

### Obecność w grach komputerowych
Gry komputerowe, w których występuje motyw Atlantydy:
- Indiana Jones and the Fate of Atlantis produkcji wytwórni LucasArts z 1992
- Tomb Raider[26]
- seria gier przygodowych Atlantis: Atlantis: Zapomniane opowieści, Atlantis II oraz Atlantis III: Nowy świat. Całą serię stworzyło studio Cryo Interactive
- Golden Sun: The Lost Age na Game Boy Advance
- Age of Mythology: The Titans
- dodatek do gry Zeus: Pan Olimpu – Posejdon: bóg Atlantydy, gdzie wykorzystano mitologię grecką do stworzenia głównego scenariusza gry i nowej cywilizacji – Atlantów
- God of War: Duch Sparty
- Drakensang
- Assassin’s Creed Odyssey – jeden z głównych wątków fabularnych rozwinięty w dodatku „The Fate of The Atlantis”
- Titan Quest – dodatek wydany w 2018 roku zatytułowany Atlantis